# Hypenula caminalis
Hypenula caminalis är en fjärilsart som beskrevs av Smith 1905. Hypenula caminalis ingår i släktet Hypenula och familjen nattflyn. Inga underarter finns listade i Catalogue of Life.